# L'Àngel
"L'Àngel" (títol original en anglès "Angel One") és el catorzè episodi de la primera temporada de la sèrie de televisió de ciència-ficció estatunidenca Star Trek: La nova generació, es va emetre originalment el 25 de gener de 1988, en redifusió als Estats Units. Fou escrit per Patrick Barry ai dirigit per Michael Ray Rhodes.
Ambientada al segle XXIV, la sèrie segueix les aventures de la tripulació de la nau de la Flota Estel·lar de la Federació Enterprise-D. En aquest episodi, un equip visita un món dominat per dones per buscar supervivents d'una nau de càrrega abatuda, mentre la tripulació de l'Enterprise pateix els efectes d'un virus debilitant.
L'episodi pretenia ser un comentari sobre l'Apartheid a Sud-àfrica, utilitzant la inversió de rols de gènere. Tanmateix, hi va haver problemes entre el repartiment i el director durant el rodatge, i Patrick Stewart va intentar canviar la naturalesa masclista de l'episodi. L'episodi resultant no va agradar gaire als membres de l'equip de producció i la resposta dels crítics va ser negativa.

## Argument
L'Enterprise arriba al planeta Angel One, que està governat per una oligarquia de dones. La nau busca supervivents del naufragi de la nau de càrrega Odin, més de set anys després d'haver estat evacuada. A la nau de càrrega li faltaven tres càpsules d'escapament i l'únic planeta a l'abast era Angel One. Un equip format pel comandant William Riker (Jonathan Frakes), el tinent comandant Data (Brent Spiner), la tinent Tasha Yar (Denise Crosby) i la consellera Deanna Troi (Marina Sirtis) és transportat a la superfície. Intenten negociar amb Beata (Karen Montgomery), l' "Electa" dels habitants nadius, per deixar-los buscar els supervivents. No obstant això, el temps és essencial, ja que l' Enterprise ha de viatjar a un lloc avançat de la Federació prop de la Zona neutral romulana (on s'ha detectat un grup de creuers de batalla romulans) tan bon punt resolguin la seva investigació sobre els supervivents de l' Odin.
Beata revela que són conscients de quatre homes supervivents de l' Odin que han causat trastorns en la seva societat i són considerats fugitius. Beata demana que Riker es quedi amb ella (i més tard li demana que ordeni a Troi, Data i Yar que localitzin el campament de supervivents i el seu líder Ramsey (Sam Hennings), mentre s'allotja i sopa amb ella). Després d'una mica d'anada i tornada, Data conclou que Ramsey i els supervivents de l' Odin tindrien platí, i l'Angel One no té platí natural, la qual cosa permet que l' Enterprise els detecti fàcilment. Mentrestant, Riker es vesteix amb la roba que li van donar per sopar amb Beata, Troi i Yar es burlen d'ell per vestir-se amb roba que el sexualitza i, d'alguna manera, el degrada, sense saber que Riker només ho fa per guanyar-se el favor de la Beata. Insisteix que només està honrant els costums locals, reconeix la bellesa de Beata i afirma trobar la roba solta i reveladora més aviat còmoda.
L'Enterprise cerca mentre està en òrbita al voltant d'Angel One. La doctora Beverly Crusher (Gates McFadden) relleva el capità Jean-Luc Picard (Patrick Stewart) de les seves funcions després que ell i la majoria de la tripulació hagin caigut malalts per un virus aleatori a bord, que emet una olor detectada per les seves víctimes en el moment de la infecció. El Capità deixa al tinent Geordi La Forge (LeVar Burton) al comandament (la primera vegada que Geordi té el comandament d'una nau espacial). Poc després de trobar a Ramsey, transmet la ubicació de Ramsey a l'equip aterrat, que transmet directament a la seva ubicació.
Quan Data, Yar i Troi s'enfronten amb el rescat, Ramsey i els seus homes (que han pres dones i han fundat famílies durant els set anys) es neguen a marxar. Geordi informa a Yar de la situació mèdica a bord i que s'han detectat més vaixells romulans prop de la Zona Neutral. Mentrestant, Riker s'assabenta per Beata que la seva estructura social ja havia començat a col·lapsar-se, tot i que Ramsey i els seus homes han servit per accelerar el seu declivi. Riker argumenta que pot ser només el curs de l'evolució que té lloc. A l'Enterprise, els sistemes són cada cop més difícils de mantenir amb més tripulació que sucumbeix al virus. Geordi (després d'un recordatori amistós de Worf (Michael Dorn)) recorda que al comandament, ha de delegar tasques per romandre al pont. La Dra. Crusher determina que el virus s'estén generant partícules d'olor dolça per atraure una inhalació profunda, que després es tornen infeccioses un cop dins del cos.
Riker es posa al dia de la situació, i després decideix que, mentre Ramsey i el seu grup es trobin en llibertat i es neguen a abandonar el planeta, poc poden fer. Abans de marxar, descobreixen que una de les assistents de Beata, l'Ariel (Patricia McPherson), estava casada en secret amb Ramsey. Ariel va ser seguit pels guàrdies de Beata fins al seu campament, on van arrestar els supervivents i les seves famílies. L'equip visitant intenta explicar a Beata el motiu de la negativa de Ramsey a marxar. Beata i el seu consell rebutgen el seu raonament i amenacen amb executar-los l'endemà. Després de no convèncer Ramsey i el seu grup perquè marxin amb ells, Riker es posa en contacte amb l'Enterprise amb l'esperança de transportar-los sense el seu consentiment, una violació greu del protocol de la Flota Estel·lar, però la Dra. Crusher prohibeix que ningú s'acosti a la nau per por de propagar el virus. Ella permet que Data torni, ja que la seva construcció d'androide el fa immune, i Riker li ordena demanar-li que prengui el comandament i porti l' Enterprise a la Zona Neutral abans que sigui massa tard.
L'endemà al matí, l'equip visitant és convidat a presenciar l'execució de Ramsey i els seus seguidors. Moments després que Riker rebutgi la seva invitació, Data es posa en contacte i els informa que hi ha una finestra de 48 minuts en què la Dra. Crusher ha de trobar una cura i Riker ha de desactivar la situació al planeta, abans que la nau hagi de marxar cap a la Zona Neutral. Al planeta, Ramsey i els seus homes estan preparats per ser executats malgrat les súpliques de l'Ariel, mentre la Dra. Crusher descobreix una cura per al virus. Riker suggereix a Beata que els dissidents no intenten enderrocar l'ordre social sobre Angel One, sinó que han provocat un canvi inevitable. Executar-los, diu, crearà màrtirs i empitjorarà la situació. Beata renuncia a l'execució, però exilia Ramsey, els seus homes, les seves famílies i tots els que els donen suport a una regió remota del planeta. Explica que el desterrament no evitarà la desintegració de l'oligarquia, sinó que la frenarà molt, i felicita a Riker per mostrar una gran astúcia tot i ser un home.
L'equip visitant torna a la nau i Picard, que ja s'ha recuperat del virus però amb prou feines té veu, ordena la nau a la Zona Neutral a gran curvatura.

## Repartiment i doblatge al català
La sèrie va ser doblada al català pels estudis Tramontana (primera part) i Soundtrack (segona part) i emesa a TV3 l’any 1991. Els dobladors de l'episodi foren:
| Personatge      | Actor/actriu        | Veu en català   |
| --------------- | ------------------- | --------------- |
| Jean-Luc Picard | Patrick Stewart     | Joan Crosas     |
| William Riker   | Jonathan Frakes     | Antoni Forteza  |
| Data            | Brent Spinner       | Joaquim Sota    |
| Geordi La Forge | LeVar Burton        | Aleix Estadella |
| Worf            | Michael Dorn        | Enric Arquimbau |
| Beverly Crusher | Gates McFadden      | Pilar Rubiella  |
| Deanna Troi     | Marina Sirtis       | Alicia Laorden  |
| Tasha Yar       | Denise Crosby       | Teresa Manresa  |
| Wesley Crusher  | Will Wheaton        | Roger Pera      |
| Beata           | Karen Montgomery    | Aurora García   |
| Ramsey          | Sam Hennings        | Joan Pera       |
| Ariel           | Patricia MacPherson | ?               |
| Trent           | Leonard Crofoot     | Jordi Pineda    |

## Producció
El productor Herbert Wright va explicar que l'episodi havia de ser un comentari sobre l'apartheid a Sud-àfrica, amb homes del planeta representant persones negres. La trama original de Patrick Barry hauria vist Riker i Data viatjar a la superfície amb un equip a terra totalment femení, la qual cosa va ofendre el líder del planeta fins al punt que Yar l'atordia amb un faser com a mostra de força per evitar la seva execució immediata. Riker és empresonat mentre un dels homes abandonats, anomenat Lucas Jones, comença un aixecament. Jones és assassinat, però la seva mort inspira els seus seguidors a atacar el govern. En aquesta versió, Picard és l’únic que es troba malament a bord de l' “Enterprise”. La inversió de papers a la societat ja s'havia inclòs al pilot de televisió de 1974 Planet Earth, i Wright ho va descriure com "ja s'ha fet mil vegades". Al seu llibre Sexual Generations: "Star Trek, the Next Generation" and Gender (University of Illinois Press, 1999), Robin Roberts assenyala que Walter Besant va fer servir una trama similar a la seva distòpia antifeminista de 1882, The Revolt of Man. "L'Àngel" mostra la primera menció a TNG als romulans, que apareixerien posteriorment a l'episodi final de final de tempòrada, "La zona neutral".
Michael Ray Rhodes va dirigir l'episodi com a part d'un acord amb The Bronx Zoo, un altre programa de televisió filmat a Paramount Studios. Rhodes havia guanyat anteriorment els Premis Emmy en quatre ocasions pel seu treball a la sèrie de televisió Insights entre 1981 i 1984. Wil Wheaton va recordar més tard que hi havia alguns problemes entre el repartiment principal i el director, però que no sabia de què es tractaven, ja que només va treballar durant un dia del rodatge. Gates McFadden el va descriure com "un dels episodis més masclistes que hem tingut", i Patrick Stewart va intentar canviar l'episodi per reduir aquests elements. Posteriorment, alguns membres del grup de producció van pensar malament de "L'Àngel". El productor executiu Maurice Hurley el va descriure com "Terrible. Simplement terrible. Un dels que tan aviat esborraries". El productor Herbert Wright va considerar que els "llocs sexuals als quals va ser arrossegat eren absurds".

## Recepció
"L'Àngel" es va emetre per primera vegada als Estats Units en redifusió el 25 de gener de 1988. Va rebre una puntuació d'11,4, el que significa que va ser vist per l'11,4 per cent de totes les llars. Aquest va ser un augment respecte al "Datalore" de la setmana anterior que va rebre una puntuació de 10,3.
Diversos crítics van tornar a veure l'episodi després del final de la sèrie. Keith DeCandido de Tor.com va descriure l'episodi com "un dels episodis més masclistes de Star Trek mai produïts sota la capa del feminisme", i que la subtrama del virus va ser "de farciment i avorrida". Va dir que era "un dels punts més baixos de l'espectacle", que li va donar una puntuació de dos sobre deu. Wil Wheaton, membre del repartiment, la va veure per AOL TV, i va pensar que va començar bé, però aviat va aparèixer un episodi de La sèrie original amb Riker en el paper de Kirk. També va assenyalar que si el discurs que Riker va pronunciar cap al final de l'episodi s'hagués donat a Yar o Troi, el missatge global hauria estat més subtil. Li va donar una nota general de D.
James Hunt de Den of Geek va dir que l'episodi no era tan dolent com "Codi d'honor", però que contenia "gairebé tots els tòpics terribles vists a la primera temporada de TNG en un episodi". Va resumir: "Ho hem vist tot això abans, i amb prou feines va ser interessant la primera vegada. La segona vegada, és senzillament tediós. Un episodi horrible a tants nivells". Zack Handlen de The A.V. Club va dir que no estava segur de què volia aconseguir la inversió dels rols de gènere a l'episodi. Va descriure la subtrama del virus com a "absurda" i va donar a l'episodi una nota de F.
L'episodi va ser inclòs en diverses llistes d'episodis, inclosa una compilada per Scott Thrill per a la revista Wired, i va ser classificat com el quart pitjor episodi per Jay Garmon al lloc web TechRepublic. El 2019, Screen Rant va classificar "L'Àngel" entre els 10 pitjors episodis de Star Trek segons la classificació d'IMDb. També el van classificar com el quart pitjor episodi de Star Trek: la nova gerneració segons les valoracions d'IMDB, que era de 5,7 sobre 10 en aquell moment.

## Estrena en mitjans casolans
El primer llançament casolà de "L'Àngel" va ser en videocasset VHS, que va aparèixer el 26 d'agost de 1992 als Estats Units i Canadà. Més tard, l'episodi es va incloure a la caixa del DVD de la primera temporada de Star Trek: La nova generació, llançat el març de 2002, i després llançat com a part de la temporada en Blu-ray establert el 24 de juliol de 2012.

## Eellaços externs
- "Angel One" a Memory Alpha